# カイナンサラサドウダン
カイナンサラサドウダン（海南更紗満天星、学名：Enkianthus sikokianus）はツツジ科ドウダンツツジ属の落葉低木。

## 特徴
樹高は1-5mになる。若い枝は無毛。葉は枝先に集まって互生する。葉柄は長さ3-10mmになり縮れた長毛が散生する。葉身は倒卵状楕円形または楕円形で、長さ3-7cm、幅1.5-3.5cmになり、先端はややとがるか鈍く、基部はしだいに狭くなり葉柄に流れる。葉の表面はへこんだ主脈上に短い毛が生えるほかは無毛、裏面は全体に褐色の縮れた毛が散生し、特に主脈の両側には密生する。先端に腺状突起があり、縁には先端が毛になる細鋸歯がある。
花期は5月中旬-6月中旬。枝先に長さ4-9cmの細長い総状花序を垂れ下げ、8-20個の花をつける。花柄は長さ0.5-1.5cm、花序軸や花柄には褐色の縮れた毛が散生する。萼は広鐘形で深く5裂し、裂片の先端は鋭くとがる。花冠は緑色をおびた朱色で、長さ7-8mmあり、鐘形で先端から4分の1くらいまで5裂する。雄蕊は10本ある。果実は長さ5-8mmの楕円形になる蒴果で、縦に深くくびれた5稜があり、果柄が湾曲し上向きにつく。種子は長さ3-4mmの長楕円形になり、縁や側面に不規則な翼がある。

## 分布と生育環境
本州の愛知県、三重県、和歌山県、四国の太平洋側に分布し、低山の林縁や岩地に生育する。